# Eberhard von Hymmen

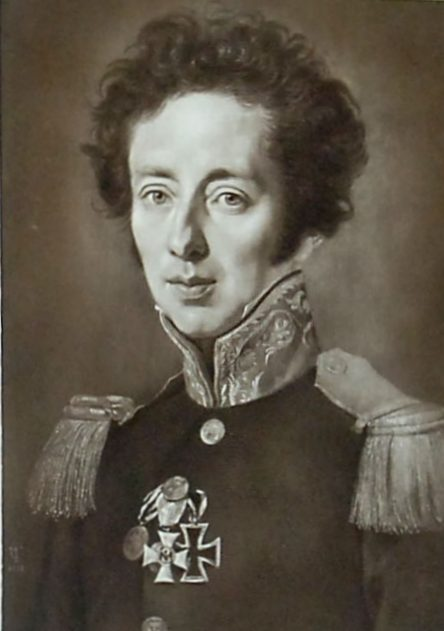
Eberhard von Hymmen, erster Landrat

Ludwig Anton Friedrich Heinrich Eberhard von Hymmen, kurz Ludwig von Hymmen, (* 5. August und getauft 15. August 1784 in Kleve, Rheinland; † 21. April 1854) war ein preußischer Landrat der Rheinprovinz.

## Herkunft
Ludwig war der Sohn des Ehrenpräsidenten des Appellationsgerichtshofs Köln Johann Peter Arnold von Hymmen (* 23. Dezember 1749 in Kleve; † 29. August 1822 in Düsseldorf) und dessen Ehefrau Jeanette Isabelle Agnes Küch(en)meister von Sternberg (* 28. November 1750; † 14. März 1896 in Wesel). Seine Großeltern waren der Richter Heinrich Johann Hymmen und Luise von Hymmen aus der ersten Hymmen-Familienlinie, deren sieben Kinder 1770 nobilitiert wurden, somit auch sein Vater. Der Jurist Johann Wilhelm Bernhard von Hymmen (1725–1787), der der ebenso 1786 in den Adelsstand erhoben wurde, war ein Vetter einer frühzeitig ausgestorbenen dritten Familienlinie.

## Leben
Ludwig von Hymmen studierte Rechtswissenschaften in Erlangen und Halle und war dort Mitglied der Corps Guestphalia Erlangen und  Guestphalia Halle. 1806 wurde er Auskulator beim Oberlandesgericht Münster und 1807 dort Gerichtsreferendar. Danach war er beim Innenministerium des Großherzogtums Berg und in der Präfektur des Départements de Rhin-et-Moselle beschäftigt. Ende 1813 trat er als Freiwilliger in das Bergische Husarenregiment ein, wo er im Dezember 1813 Sekondeleutnant wurde. Am 31. Dezember 1813 nahm er seinen Abschied und wurde Mitglied der Gouvernementsregierung in Aachen. Vom 20. April 1815 bis zum 23. März 1816 diente er erneut im 8. preußischen Ulanenregiment.
Er wurde im Mai 1816 der erste preußische Landrat des Siegkreises. Nach dessen Zusammenlegung mit dem Kreis Uckerath wechselte er am 1. Juli 1820 als Landrat zum Landkreis Bonn. Dieses Amt hatte er bis zu seinem Tod inne.
Im Jahr 1818 erwarb er das Rittergut Zissendorf bei Hennef (Sieg). Zum 31. Dezember 1830 kaufte Hymmen vom Geheimen Legationsrat Karl Wilhelm Nose Burg Endenich, die ein landtagsfähiges Rittergut war. Durch Landzukäufe vergrößerte er seinen Besitz beträchtlich. Die zum Gut gehörende Mühle wurde durch Karl Gärte mit zwei Knechten betrieben. Außerdem beschäftigte die Familie von Hymmen eine Hausfrau, drei Mägde, einen Diener und einen Kutscher. Als Besitzer eines landtagsfähigen Ritterguts wurde er vom Stand der Ritterschaft in den Regierungsbezirken Koblenz, Trier und Köln in den Jahren 1826 bis 1828 als stellvertretendes Mitglied und für die Zeit von 1830 bis 1845 als Mitglied des Provinziallandtags der Rheinprovinz gewählt und gehörte auch dem Ersten und Zweiten Vereinigten Landtag an.
Nach Ludwig Eberhard Freiherr von Hymmen ist in Endenich der Von-Hymmen-Platz benannt. Es handelt sich dabei um eine Stichstraße mit Roundell von der Euskirchener Straße aus.

## Familie
Ludwig von Hymmen heiratete am 24. April 1822 in Düsseldorf Clara Henriette Wilhelmine Franziska von Ammon (* 25. Januar und getauft 4. März 1801 in Kleve; † 3. Juni 1887), die Tochter des Kriegs- und Domänenrats Johann Georg Heinrich von Ammon und der Bernhardine Henriette Friederike Oven (Adelsgeschlecht)von Oven.
Das Paar hatte 4 Söhne sowie 4 Töchter:
- Heinrich Friedrich Wilhelm Johann Ernst (* 15. April 1823; † 17. August 1910), Herr von Haus Unterbach ⚭ 24. Oktober 1876 Helene Adelheid Felix Ottilie von Arnim-Werbelow (* 25. Oktober 1840) aus dem Haus Schloss Heinrichsdorf
- Eberhard  (* 5. November 1827; † 16. Oktober 1843)
- Reinhard Maximilian Friedrich Karl Ludwig August Wilhelm (* 28. Januar 1831; † 17. Februar 1909), Geheimer Regierungsrat, Herr auf Burg Endenich ⚭ 20. Juli 1865 Gräfin Agnes Hilda Johanna Maria von Bylandt (* 16. Januar 1845; † 20. März 1899)[6]
- Karl (* 14. Oktober 1834; † 2. Oktober 1845)
- Bernhardine Wilderike Modeste Rosette (* 19. Juli 1824; † 12. Juli 1904) ⚭ 11. Juni 1851 Karl Friedrich von Holtzbrink († 22. Oktober 1897), Landrat
- Klara  (* 11. April 1832) ⚭ 19. August 1855 Franz von Bodelschwingh († 3. April 1899), Herr auf Velmede und Töddinghausen, Oberforstmeister
- Anna (* 16. August 1836; † 15. Dezember 1927) ⚭ 17. August 1860 Heinrich Freiherr von Hollen (* 22. August 1835; † 14. April 1872), königlich dänischer Amtmann
- Marie (* 14. Juli 1838; † 20. Juni 1918) ⚭ 21. Juni 1864 Carl Ernst Georg von Colomb (* 29. August 1831; † 14. Oktober 1911), preußischer Generalmajor